# 使徒行者 (電影)
《使徒行者》（英語：Line Walker）是一部在2016年上映的香港警匪懸疑動作電影，並由張家輝、古天樂、吳鎮宇、佘詩曼及許紹雄領銜主演。該片以「卧底」為主題，並讲述了警队卧底演绎正义与邪恶、警方与歹徒的生死之争的故事。電影由王晶監製，文偉鴻執導，錢嘉樂為動作導演，2015年12月底开機拍摄，2016年3月底全片殺青，2016年8月11日在香港上映，中國内地則同步在2016年8月11日全國上映，至於歐美地區亦在2016年8月上映，而臺灣则在2016年9月14日上映。
電影劇组亦遠赴2016年舉辦奧運會地點巴西進行實景拍攝。此外，電影版與電視劇前作在情節上有不少出入。
此片是《使徒行者系列》電影版，亦是第19屆上海国际电影节开幕式亮相電影之一，一眾主演包括佘詩曼、張家輝及古天樂均有盛裝現身红地毯並出席該屆电影节。

## 劇情大綱
女臥底阿釘（佘詩曼飾）收到一個以摩斯密码打出的神秘訊息，一個自稱「Blackjack」的臥底表示跟警隊失聯，阿釘隨即報告上司Q Sir（吳鎮宇飾），一輪「尋找臥底」行動立即展開。過程裡，阿釘被引到賭場，竟發現當年被槍殺的覃歡喜（許紹雄飾）「死而復生」。同一時間Q Sir查得某商業集團暗裡涉足一宗巴西毒品交易，始把Blackjack的所在位置收窄而牽涉交易的人物包括：集團主席郭銘，謀臣阿藍（張家輝飾）阿藍頭馬少爺（古天樂飾）以及欲東山再起的覃歡喜等。此時各人開始知曉有臥底潛伏，人人開始猜疑，人人自危……

## 演員表

### 主要角色
| 演員   | 角色   | 暱稱／關係 |
| 張家輝 | 藍博文 | 藍爵 阿藍 身份：跨國販毒集團要員，智慧型罪犯，警方臥底 特長：IQ高達140 個性：行事小心謹慎 關係:邵志朗之好兄弟、康道行之前下屬 本片男主角之一，電影版的全新角色，與同為販毒集團工作的少爺以兄弟相稱，二人出生入死。但這兩兄弟似乎各有計謀，各懷鬼胎，愛兄弟還是愛黃金？ 最终與伍佰同歸於盡 |
| 古天樂 | 邵志朗 | 少爺 身份：跨國販毒集團要員，阿藍手足，黑客 特長：精於人脈，無孔不入 個性：重視義氣，卻同時滿腹心計，事業心重，權力慾強 關係：藍博文之好兄弟 本片男主角之一，毒販。既是阿藍得力助手，又是推心置腹的好兄弟；線人與線索甚多，不時取得行動的第一手資料，在集團內一直平步青雲。只是無論表現如何超卓，他一直只能充當阿藍副手，到底少爺會否衝擊阿藍的話事人寶座？兩兄弟有深厚手足情，同時二人各懷鬼胎……                     |
| 吳鎮宇 | 喬正男 | Q Sir 身份：刑事情報科主管、丁小嘉上司 特長：能於大量資料中取得破案關鍵 個性：沉默冷靜、深思熟慮、行事果斷 關係：丁小嘉上司、天者联絡人兼男友 本片男主角之一，刑事情報科主管的Q Sir，全力投入「尋找臥底BlackJack」幽魂行動。其沉著又有型的性格，有點像天者就樣占士邦的感覺，令下屬丁小嘉不其然心生傾慕。兩人在行動中有無數合作機會，二人漸生情愫最後又能否開花結果？ 最后为了救丁小嘉，在电梯里与杀手对持中被枪杀身亡 |
| 佘詩曼 | 丁小嘉 | 釘姐、阿釘 身份：刑事情報科臥底 特長：嬌小玲瓏，出得廳堂，身手敏捷，性格開朗 個性：一身江湖味，擅長游走於黑白兩道，經常靠機智聰明化解危機 關係：喬正男之下屬兼女友、康道行之前下屬、薛家強之前女友、覃歡喜之乾女兒和劉天者就是釘姐一男友.唯有親近（參見電視劇《使徒行者》） 本片女主角，女卧底。身經百戰的釘姐，今次收到一個自稱「BlackJack」的臥底警員神秘訊息，隨即向上司Q Sir匯報，並展開新一輪「尋找臥底」行動……  |

### 其他角色
| 演員                        | 角色         | 暱稱／關係 |
| 許紹雄 （青年：鄭世豪）     | 覃歡喜       | 歡喜哥 身份：社團坐館，实为卧底 個性：小心行事，身份神秘，難以估計 關係：丁小嘉乾爹（參見電視劇《使徒行者》）、Karina之夫、董百豪天敵、喬正男師兄 上文提要，電視劇結局雖然交代了歡喜哥被殺從此絕跡，但在電影版中以相同身份重現觀眾眼前。到底當中發生了甚麼事？今次戲中他將會在關鍵時刻出現，更銳意東山再起，重掌販毒集團首腦之位，又能否成功？ |
| 李光潔 （粵語聲演：陳展鵬） | 董百豪       | 董先生 神秘人、覃歡喜天敵 殺害Karina 最终在覃欢喜设局下被警方拘捕 （特別演出） |
| 張慧雯 （粵語聲演：胡定欣） | 小英         | 藍爵保镖 最后于枪战中被枪杀（特別演出） |
| 陳 豪                       | 黄Sir        | 重案組高級警司 （特別演出） |
| 張繼聰                      |              | 跨國販毒集團成員 （特別演出） |
| 李成敏（Clara）             |              | 殺手 伏擊邵志朗 （特別演出） |
| 釋延能                      | 伍佰         | 董百豪下屬、職業殺手 最终與藍博文同歸於盡 |
| 成泰燊 （粵語聲演：古明華） | 郭銘         | 跨國販毒集團主席 最终在车上被炸死 |
| 盧海鵬                      |              | 跨國販毒集團成員 |
| 林盛斌                      | 代客泊車車主 | |
| 鄭子誠                      | 林東友       | 東友集團主席 |
| 梁琤                        | Karina       | 覃歡喜亡妻 為董百豪所殺 （特別演出） |
| 歐瑞偉                      | 康道行       | 康Sir （參見電視劇《使徒行者》） 丁小嘉、藍博文前上司兼前联络人 電影版中僅在丁小嘉回憶中出现，全程不足10秒 |
| 朱晨麗                      | Samantha     | 刑事情報科探員 喬正男下屬 （特別演出） |
| 黃長興                      |              | 刑事情報科探員 喬正男下屬 （特別演出） |
| 王君馨                      |              | 刑事情報科探員 喬正男下屬 （特別演出） |
| 朱璇                        |              | 刑事情報科探員 喬正男下屬 （特別演出） |
| 翟威廉                      |              | 刑事情報科探員 喬正男下屬 （特別演出） |
| 張秀文                      |              | 刑事情報科探員 喬正男下屬 （特別演出） |
| 黃子恆                      |              | 藍博文手下 因藏有追蹤器被藍博文及其手下槍殺 （特別演出） |
| 羅浩銘                      |              | 藍博文手下 |
| 梁皓楷                      |              | 藍博文手下 |
| 馮素波                      | 妹嬸         | |
| 劉天龍                      |              | 刑事情報科探員 喬正男下屬 |
| 黃耀煌                      |              | 刑事情報科探員 喬正男下屬 |
| 陳國峰                      |              | 刑事情報科探員 喬正男下屬 |
| 淼                          |              | 刑事情報科探員 喬正男下屬 |
| 黃得生                      |              | 刑事情報科探員 喬正男下屬 |
| 袁富華                      | 蜆叔         | 跨國販毒集團元老派 |
| 蔡國慶                      | 風爺         | 跨國販毒集團元老派 |
| 衛志豪                      |              | 酒會司儀 |
| 王詩雅                      | 文文         | |
| 何俊軒                      |              | |

## 製作

### 演員陣容
在2016年1月7日，電影公司在如心艾朗酒店舉行發布會，公佈此片的演員陣容。
女主角佘詩曼延續「釘姐」一角，配搭全新卡士男主角：吳鎮宇、張家輝及古天樂演技交鋒。人物角色設定錯綜複雜，古天樂所飾演「少爺」與張家輝所飾演「阿藍」存在互相角力的好兄弟關係。而「釘姐」亦陷入「少爺」與吳鎮宇飾演「Q Sir」三角關係中。記者會上各演員均戴上黑白手襪，喻意片中各人角色亦忠亦奸敵友難辨、爾虞我詐劇力萬鈞。

### 製作花絮
此片為寰亞電影於香港國際影視展重點推介電影之一。2016年3月17日，寰亞電影於香港國際影視娛樂博覽2016舉行電影發布會，並發佈此片的製作花絮，而張家輝、吳鎮宇、佘詩曼等幾位主演亦有出席分享拍攝電影感受。張家輝表示農曆年間到了巴西貧民窟取景，拍攝隊伍要由當地保安護送到拍攝場地。而飾演「釘姐」的佘詩曼直言這次要發揮動作潛質"場場打到死"，有三分一時間是化受傷妝, 還要處理不少駕電單車風馳電掣的埸面。至於吳鎮宇則從與武師閒聊之間學會如何在槍林彈雨的場面保護自己。
此外，該片導演文偉鴻透露，佘詩曼演的「釘姐」丁小嘉此次變身成動作巨星，戲中「釘姐」喜劇元素不可或缺，感情戲是阿佘強項更有發揮。他更大讚阿佘很有打女潛質，笑說：「拍電視版《使徒行者》時佘詩曼已說我把她用到底了，要她搞笑外，又有愛情、親情與友情戲，觀眾也難忘她的演出。這次拍電影版，我用佘詩曼是用得更盡，想不到她的運動細胞都不錯，打鬥戲她親自上陣打到手腳又瘀又傷，很有打女潛質呢！」
2016年3月30日，女主角佘詩曼在网上晒出一组电影《使徒行者》杀青照，該場煞科戲其實是講述飾演釘姐的佘詩曼與古天樂在泳池邊相遇的一場戲，而阿佘今次更以泳裝親身上陣。
其後拍攝完成時阿佘留言：“我们今天煞青了！电影使徒行者顺利完成！感谢每一位在这三个月裡，对我的照顾，非常开心与你们合作！感谢导演令丁小嘉更加可爱、生命更添色彩。”並發佈电影《使徒行者》剧组成员的开心合照庆祝煞青。
2016年6月12日，电影《使徒行者》在上海舉辦了一场名為“谁是卧底”的发布会，一眾主演包括张家辉、古天乐、佘诗曼及內地男演員李光洁均有盛裝出席。席上眾主演均有談到在戲中的角色，其中古天乐与张家辉在戏中將會展開一段出生入死的兄弟情，但當主持人请古仔分享这段兄弟情時，古仔卻幽默地表示：“兄弟情就是兄弟情，怎么分享呢？我们俩肯定没有接吻的戏份。”至於张家辉所饰演的角色“阿蓝”，家辉表示这个矛盾的角色是一次新鲜的尝试，而當说起难忘的巴西经历時，他表示除了枪战、阳光、美景、毒蚊子之外，他同样难忘热情的巴西女郎，不过他表示自己更喜欢中国美女，因为“巴西辣妹太丰满了”。至於佘诗曼所饰演的仍然是灵魂人物“钉姐”，阿佘表示钉姐还是钉姐，没有变，还是有点小聪明，有义气，很贪钱，但很可爱。阿佘還笑言这次被导演“特别关照”了一番，因為在戲中她有大量枪战、爆破、飞车、打斗戏份，以至于打到“全身瘀青”，她表示“手、脚、大腿、盆骨部位全都青了”，甚至因为身上伤痕太多而担心自己没法完成穿比基尼的泳池戏（原來釘姐在約見時被要求穿「T-back」丁字褲）。另外，内地人气男演员李光洁则是酷劲十足，在戲中飾演一個神秘人，他更对这个角色钟爱不已，並表示从未出演过这样的角色，覺得很极致。

### 影片概念
2016年6月2日，電影《使徒行者》首曝概念海報及先導預告片，並且強勢殺入暑期檔。而電影的主要焦點则曝露出將會有第6個卧底（代號「Black Jack」）出現，其中曝光的三張海報之間也有聯繫，其中一張中藏了一個字母「A」，一張中藏了一個字母「J」，還有一張中出現了「A」「J」兩張撲克牌，在牌類遊戲「21點」的規則中，A、J兩張牌加起來便是21點，又名「Black Jack」（黑傑克），所以在電影《使徒行者》中，第六個卧底的代號便是「Black Jack」，正是這個橫空出世的神秘人攪亂了江湖風雲。卧底，是一種要把人性完全隱藏在黑暗煉獄中的工作，不知何時是盡頭，也不知盡頭是否會看到希望，海報上的三句SLOGAN：「生死，輪迴途」、「行走，不歸路」、「決勝，局中局」，更令人唏噓。
而導演文偉鴻亦解釋片名的來意：「 “使徒”与“行者”两词都是宗教用语，前者指肩负了特殊使命的门徒，后者意为未经过剃度的佛教徒，故事講的是一群卧底和他們的控制者的關係，就好像是一群受奉主差遣的使徒，去執行人的理念，維持正義。」 而影片英文名「Line Walker」同樣表達了卧底們「命懸一線」的無奈，這次曝光的先導海報則準確地傳遞出影片氣質與卧底的悲情宿命。
此外，影片亦曝出女主角佘诗曼在戲中的感情線，“钉姐”佘诗曼將會陷入“少爷”古天乐与“Q Sir”吴镇宇的三角关系之中難以抉擇。

### 影版与剧版的区别
飞车、爆炸、追击……作为一部标准的动作犯罪类型片，在電影《使徒行者》首款预告片中，动作场面酷炫炸裂、酣畅淋漓，相比于剧版的温吞，影版增加了更多高难度动作戏，从巴西街道火拼到香港陋巷肉搏，动作指导钱嘉乐精巧的设计让影片“既刺激又具观赏性”，导演文偉鴻坦诚大量高难度动作戏是拍摄过程中“最大的困难和挑战”，但最后呈现的效果是让人满意的。而他另外亦表示“电影版的制作规模和经费比电视剧大了很多，我们这次有丰富的资源，周期宽松，所以这次的故事会更加严谨，电影版的场景和故事更加符合国际犯罪这个题材”。预告中有繁华都市的现代感，也有罪恶之城的原始野性，呈现出影片国际化的大格局，而无处不在的摩斯密码，还有那神秘的魔方，似乎也在传递着什么关键信息。

## 發行

### 宣傳活動
| 出席時間      | 所在地   | 活動                                             | 出席演員 |
| ------------- | -------- | ------------------------------------------------ | --- |
| 2016年6月11日 | 中国上海 | 第19屆上海国际电影节开幕式紅毯                   | 佘詩曼、張家輝、古天樂及李光洁 |
| 2016年6月12日 | 中国上海 | 静安香格里拉酒店電影《使徒行者》新聞發佈會       | 佘詩曼、張家輝、古天樂及李光洁 |
| 2016年7月12日 | 中国北京 | 電影《使徒行者》主题發佈會                       | 张家辉、古天乐、吴镇宇、佘诗曼、電影監製王晶、乐易玲、導演文伟鸿、 為電影獻唱中國內地版本主題曲的华晨宇                           |
| 2016年8月1日  | 中国上海 | 首映礼兼映見面會                                 | 张家辉、佘诗曼、許紹雄及导演文伟鸿                                                                                                |
| 2016年8月2日  | 中国深圳 | 原定出席映后見面會，但最終因天氣及航班問題而取消。 | 古天乐、佘诗曼、許紹雄及釋延能 |
| 2016年8月2日  | 中国杭州 | 映見面會                                         | 张家辉及导演文伟鸿 |
| 2016年8月3日  | 中国成都 | 映見面會                                         | 张家辉、李光洁及导演文伟鸿 |
| 2016年8月4日  | 中国南京 | 映前明星見面會及超前點映會                       | 佘诗曼及許紹雄 |
| 2016年8月4日  | 中国鄭州 | 映見面會                                         | 张家辉、李光洁及导演文伟鸿 |
| 2016年8月5日  | 中国武漢 | 映見面會                                         | 佘诗曼及許紹雄 |
| 2016年8月5日  | 中国西安 | 映見面會                                         | 张家辉及导演文伟鸿 |
| 2016年8月5日  | 马来西亚 | 首映禮兼映后見面會                                 | 古天樂 |
| 2016年8月6日  | 中国長沙 | 映見面會                                         | 佘诗曼及許紹雄 |
| 2016年8月6日  | 中国大連 | 映見面會                                         | 张家辉及导演文伟鸿 |
| 2016年8月7日  | 中国北京 | 首映礼兼映見面會                                 | 張家輝、古天樂、佘诗曼、許紹雄、李光洁、李成敏、釋延能、 電影监制王晶、乐易玲、导演文伟鸿以及為電影獻唱中國內地版本主题曲的华晨宇 |
| 2016年8月8日  | 香港     | 九龍塘又一城Festival Grand Cinema電影首映禮      | 張家輝、古天樂、吴镇宇、佘诗曼、許紹雄、導演文偉鴻及动作导演錢嘉樂                                                                |
| 2016年8月10日 | 中国廣州 | 映見面會                                         | 张家辉、佘诗曼、許紹雄及动作导演錢嘉樂                                                                                            |
| 2016年8月11日 | 中国東莞 | 映見面會                                         | 佘诗曼及許紹雄 |
| 2016年8月12日 | 中国中山 | 映見面會                                         | 佘诗曼及許紹雄 |

### 票房
本片在香港及內地開畫票房皆報捷，香港開畫單日票房錄得逾110萬，成為當日票房之冠，最终累计1098万；而內地開畫单日票房總計超過六千萬，開畫票房位居同档首位，成绩不俗。中国大陆首周4天获得2.4亿列第二位，最终累计6.06亿。 
| 上一届： 《盗墓笔记》 | 2016年中国内地一周票房冠军 第34周 | 下一届： 《谍影重重5》 |

## 评价
| “        | 由张家辉 、古天乐 、吴镇宇、佘诗曼四大港片名演员匠心打造的电影版《使徒行者》，比电视剧版的剧情节奏与震撼度有过之而无不及，延续了在“世情薄，人情恶”复杂社会里，旧港片特有的情谊。剧情中惊心动魄打斗场面和层出不穷的段子笑料，当争锋对决时又是另一个节奏。剧情交织而汇，有趣又有味。观者的眼神随着剧情忽明忽暗、情绪如流水随着《使徒行者》围转，这离不开导演剧情的塑造和对拍摄过程的拿捏。这样一部港式电影，才是好片，是最精彩最经典的。 | ” |
| ——齐鲁网 | |   |

| “          | 《使徒行者》或许比同期上映的其他影片好一点，但还算不上一部优秀之作。曾经辉煌的港片，仍在艰难地寻找前路。 | ” |
| ——新浪娱乐 | |   |

## 電影歌曲
| 曲別                   | 歌名            | 作曲   | 作詞           | 編曲      | 歌曲監製       | 主唱         |
| ---------------------- | --------------- | ------ | -------------- | --------- | -------------- | ------------ |
| 主題曲（香港電視版本） | 《行者》        | 張家誠 | 楊熙           | 張家誠    | 何哲圖、韋景雲 | 側田、劉浩龍 |
| 主題曲（香港電影版本） | 《行者》        | 張家誠 | 楊熙           | Goro Wong | 草蜢、何秉舜   | 草 蜢        |
| 主題曲（國內版本）     | 《Here We Are》 | 華晨宇 | 莫安琪、趙一騰 | 鄭楠      | 鄭楠           | 華晨宇       |

## 奬項
| 年度 | 颁奖典礼             | 奖项           | 姓名         | 结果 |
| ---- | -------------------- | -------------- | ------------ | ---- |
| 2017 | 微博之星2016         | 微博給力電影   | 微博給力電影 | 獲獎 |
| 2017 | 微博之星2016         | 微博給力男主角 | 張家輝       | 提名 |
| 2017 | 微博之星2016         | 微博給力男主角 | 吳鎮宇       | 提名 |
| 2017 | 微博之星2016         | 微博給力女主角 | 佘詩曼       | 獲獎 |
| 2017 | 第36屆香港電影金像獎 | 新晉導演       | 文偉鴻       | 提名 |

## 分級
| 國家/地區 | 分級     |
| 台灣      | 輔導12級 |
| 香港      | IIA級    |
| 澳門      | C組      |
| 新加坡    | PG13     |
| 馬來西亞  | 18       |

## 電視節目的變遷
| 香港無綫電視翡翠台 星期日 21:00-23:30 | 香港無綫電視翡翠台 星期日 21:00-23:30 | 香港無綫電視翡翠台 星期日 21:00-23:30 |
| --- | --- | ------------------------------------- |
| | 使徒行者（電影） (2018.07.15) |                                       |
| 冒險王衞斯理之藍血人 (20:30-22:30） (2018.06.10-2018.07.08)爸爸的告白 （22:30-23:00） （2018.06.10-2018.07.08） 深夜美食團 （23:00-23:30） （2018.02.11-） | 天命 (20:30-21:30） （2018.06.25-2018.07.29） big big channel 大公司週年慶 (21:30-22:30） （2018.07.22)大玩特玩 (22:30-23:00) (2018.07.29-2018.08.12) 深夜美食團 （23:00-23:30） （2018.02.11-） |                                       |

| 新加坡 新传媒U频道 新春特备 晚上 8点45分 首播 |
| --------------------------------------------- |
| 使徒行者 2019.02.06                           |

| 新加坡 新傳媒8頻道 週六影院 晚上 10點30分 重播 |
| ---------------------------------------------- |
| 使徒行者 2021.10.09                            |